# Santa Fe (Colón)
Santa Fé (uit het Spaans: "Het heilige geloof") is een gemeente (gemeentecode 0205) in het departement Colón in Honduras. De gemeente ligt aan de Atlantische Oceaan.
In Santa Fé zijn verschillende Garifuna-gemeenschappen. Men wil hier het ecotoerisme ontwikkelen. De bevolking probeert gedaan te krijgen dat er een weg naar Balfate wordt aangelegd.

## Bevolking
De bevolking is als volgt verdeeld:
| Vrouwen | 2841 | 52,7% |
| Mannen  | 2549 | 47,3% |

## Dorpen
De gemeente bestaat uit vier dorpen (aldea), waarvan het grootste qua inwoneraantal: Santa Fe (code 020501).